# Či
Či (poenostavljeno kitajsko: 气; tradicionalno kitajsko: 氣; pinjin: qì; Wade–Giles: ch'i; Jyutping: hei, v kitajski izgovorjavi kot ći) je v skladu z nazori tradicionalne kitajske medicine bistvena dejavna sestavina vsega živega. Či pogosto prevajamo kot življenjsko energijo, bioenergijo ali življenjsko silo. Či je osrednji pojem tradicionalne kitajske medicine, kitajskih borilnih veščin in čigunga, posredno pa se nanj naslanjata tudi feng šuj in kitajska razlaga usode. Dobesedni prevod za či je dih, zrak, plin.

## Etimologija
Logogram či svoji tradicionalni obliki 氣 predstavlja »hlape (气), ki se dvigujejo iz riža (米), ki se kuha«. Obstaja tudi razlaga, po kateri zgornji del pismenke predstavlja posodo za vodo z ročajem, spodnji del pa tri plamene (ognja).

## Opredelitev
Najzgodnejše omembe qija prihajajo iz 5. stoletja pr.n.š. čiju analogne koncepte srečamo tudi izven Kitajske, zlasti pa v Aziji. Koncepte, ki so podobni kitajskemu konceptu qi, lahko najdemo v mnogih kulturah; npr. prano v vedizmu, mano v havajski kulturi, Lüng v tibetanskem budizmu in vitalna energija v zahodni filozofiji, kjer se srečujemo tudi s pojmom humorjev. Kadar pojem či uporabljajo pisci in praktikanti različnih ezoteričnih smeri ali alternativne medicine, lahko nekatere poteze čija razlagamo v smislu ezoterične energije. Elemente qija lahko najdemo tudi v popularni kulturi, npr. kot Silo v Vojni zvezd. Zahodnjaški pojmi kot so energeia, élan vital oziroma vitalizem imajo podoben pomen.
Prve omembe življenjske energije srečamo v Vedah (okrog 1.500 do 1.000 pr.n.š.). Prvo kitajsko delo, ki je natančno določalo poti čija po telesu, je Medicinska klasika Rumenega cesarja (Huangdi Neijing) iz 2. st.pr.n.š. 

### Klasificiranje čija po kriteriju teže
Že zgodaj so nekateri kitajski misleci pričeli govoriti o več vidikih čija:
1. najtežji deli čija naj bi ustvarili trdne predmete;
2. lažji delci čija naj bi ustvarili vodo;
3. najlažji delci čija pa naj bi ustvarili življenjski dih, ki oživlja bitja.

### Klasificiranje čija po kriteriju prirojenosti
Po kriteriju prirojenosti či delimo na:
1. juan či - to je prirojeni ali prenatalni či, ki ga pridobimo z rojstvom in geni;
2. pridobljeni či, ki ga pridobimo skozi življenje in sicer iz hrane, zraka in vode.

### Klasificiranje po kriteriju treh prvobitnih sil
Glede na tri prvobitne sile či delimo na:
1. nebeški či- predstavljal naj bi energijo sonca, lune, planetov in zvezd ter vremenske vplive;
2. zemeljski či- predstavljal naj bi vplive oblik okolja in zemljinega magnetnega polja;
3. človeški či- predstavljal naj bi či, ki ga pridobimo ob rojstvu.

### Klasificiranje čija po kriteriju učinkov v prostoru
V feng šuiju glede na ugodne ali škodljive učinke v prostoru či delimo na:
1. šeng či ali ugodni či (povezan je npr. z lepim razgledom, prijetnimi zvoki, lepimi dišavami…);
2. ša či ali neugodni či (povezan je npr. s slabim razgledom, motečimi zvoki, smradom….)

## Medicina in koncept čija

### Vloga čija v tradicionalni kitajski medicini
Po nazorih tradicionalne kitajske medicine (TKM) naj bi či po telesu krožil po energijskih kanalih. Simptomi različnih bolezni naj bi bili le posledica motenega oziroma neuravnovešenega pretoka qija po meridianih kakor tudi pomanjkanja oziroma neravnovesja čija v glavnih organih (zang fu). TKM pogosto poskuša olajšati ta neravnovesja s pomočjo prilagajanja pretoka či z uporabo različnih tehnik kot so zeliščarstvo, ustrezna dieta, čigung, taidžičvan in ostale borilne veščine, moksibucija, tui na in akupunktura.

### Akupunktura in moksibucija
Akupunktura je podzvrst TKM, njena glavna značilnost pa je zabadanje igel na tista mesta telesa (akupunkturne točke), kjer naj bi bilo po doktrini TKM možno učinkovito manipuliranje s čijem. Akupunkturisti pogosto uporabljajo tehniko moksibucije.

### Znanstveno preučevanje vloge qija v medicini
Čeprav je bilo zlasti na področju TKM in akupunkture opravljenih kar nekaj raziskav o čiju, pa tem raziskavam manjka primerljivo izrazoslovje. Nekatere študije trdijo, da je qi mogoče meriti, vendar znanstvena skupnost zavrača obstoj čija. Po drugi strani pa je či možno razlagati tudi kot metaforo za biološke procese in vsaj v tem smislu či obstaja.
V Združenih državah že od leta 1997 obstaja soglasje o tem, da je takšne koncepte kot je qi težko uskladiti s sedaj poznanimi biomedicinskimi spoznanji. Leta 2009 je bil objavljen ameriški članek o preučevanju vpliva »notranjih vaj« čigunga na obvladovanje bolečin, pri čemer ni bilo mogoče zaznati nobenih učinkov.
Toda po drugi strani je bila leta 2010 opravljena obsežna raziskava o čigungu, ki je pokazala zaznavne vplive vadbe čigunga, npr. na imunski sistem, obtočila, gostoto kosti, telesne funkcije, raziskava pa vsebuje tudi poročila o zmanjševanju bolečin kot posledici vadbe čigunga.

## Ostale prakse, ki vključujejo koncept qija

### Feng šui
Feng šui je kitajska veščina geomantije, pri čemer prostor urejamo glede na ravnovesje qija v povezavi s petimi elementi in konceptom jin in jang. S feng šuijem naj bi poiskali ugodno okolje s prijetnim razgledom in okoljem ter tam ob primernem času zgradili ali preuredili določeno zgradbo, tako, da bi nas obdajal ugodni prostorski či (šeng či).

### Čigung
Čigung (气功 ali 氣功) pomeni telesno ali umsko vadbo, ki pogosto vsebuje usklajevanje dihanja, gibov in zavedanja, z namenom, da bi uskladili či. Večina čigung vaj temelji na ritmičnem dihanju, usklajenem s počasnimi stiliziranimi gibi in sproščenostjo uma, pri čemer s pomočjo vizualizacije usmerjamo pretok čija.

### Borilne veščine
Koncept čija sprejemajo mnoge kitajske, korejske in japonske borilne veščine tako pri notranjem nejdžja kot zunanjem treningu. Med najbolj znanimi »notranjimi« vajami, ki se osredotočajo na koncept čija, so npr. bagvadžang, šingjičvan, taidžičvan in aikido.
Pri nekaterih borilnih veščinah igrajo poseben pomen »prikazi« moči čija, npr. prikaz negibnega telesa, neupogljive roke itd. Vse te »prikaze« je mogoče obrazložiti s pomočjo biomehanike in fizike.
| Zapisi kitajskih izrazov |                 |  |                   |                 |  |                   |                 |
| Wikipedijin zapis        | Pinjinski zapis |  | Wikipedijin zapis | Pinjinski zapis |  | Wikipedijin zapis | Pinjinski zapis |
| bagvadžang               | Baguazhang      |  | či                | Qi              |  | čigung            | Qigong          |
| fengšui                  | Fengshui        |  | juan či           | yuan qi         |  | nejdžja           | neijia          |
| šeng či                  | sheng qi        |  | šingjičvan        | Xingyiquan      |  | taidžičvan        | Taiji quan      |